# 淑敬公主
淑敬公主（韓語：숙경 공주，1648年—1671年），朝鮮孝宗李淏與仁宣王后張氏的第六女，朝鮮顯宗李棩的妹妹。

## 生平
仁祖二十六年正月二十九日，當時的世子嬪張氏（仁宣王后）產下後來的淑敬公主。
孝宗十年（1659年）閏三月，元萬里之子元夢鱗被選為淑敬公主的駙馬；同年五月，孝宗昇遐，兩人直到顯宗二年（1661年）才完婚。
顯宗十二年正月九日，淑敬公主病逝，得年二十四歲（虛歲），元夢鱗亦在顯宗十五年過世。兩人無子，肅宗命以元夢鱗之弟元夢翼的長子元命龜為後嗣。

## 家庭
- 兄：顯宗大王
- 姊：淑愼公主、淑安公主、淑明公主、淑徽公主、淑靜公主
- 妹：淑寧翁主
- 夫：興平尉元夢鱗（1648年－1674年），本貫為原州，字龍歟。顯宗十五年三月十七日卒，得年二十七歲。
  - 女：名「淑喜」[6]，未笄而夭。
  - 嗣子：元命龜
    - 孫：元景夏
    - 孫：元景游，綏嬪朴氏之外祖父。
    - 孫：元景輿
    - 孫女：適趙載浩

## 影視作品

### 電影
| 片名 | 時間   | 導演   | 演員   | 備註                                            |
| ---- | ------ | ------ | ------ | ----------------------------------------------- |
|      | 1967年 | 崔銀姬 | 南貞妊 | ①英文片名：One-sided Love of Princess ②女主角。 |

## 附註
1. ↑  在部分資料稱為第五女，這是因為淑愼公主早夭，未被列入的緣故。
2. ↑  《承政院日記》仁祖26年1月29日「藥房都提調金自點,提調趙絅,副提調金光煜啓曰,臣等伏聞嬪宮,今日未正一刻,解娩,進芎歸湯一貼,氣候平安,臣等不勝喜幸之至,自今日臣等三人,竝爲入直之意,敢啓。傳曰,依舊例爲之。」
3. ↑  《祖妣淑敬公主行狀》惟我祖妣淑敬公主。神聖王第五女。新豐府院君張文忠公維外孫。崇禎戊子正月二十九日生。辛丑十二月十一日行吉禮。辛亥正月九日以痘痂卒。享年二十四。……
4. ↑  《顯宗大王實錄》19卷,顯宗12年(1671年)1月9日(辛酉)3번째기사
5. ↑  《承政院日記》肅宗13年2月3日「……又所啓,興平尉元夢鱗,死而無後,尙未立嗣,夢鱗之弟夢翼,有子數人,故其一家諸議,欲取夢翼之子,爲夢鱗之後,而兩家父母,同議立後,乃是法典也。此則夢鱗旣死,公主不幸,禮曹不敢循例入啓云。不但駙馬立後,與他人有異,淑敬公主祀事無主,其在國家敦親之道,亦不可無特命立後之擧,以夢翼之長子,特爲立後,何如?上曰,以元夢翼長子,特爲立後,可也。……」
6. ↑  《璿源錄》
7. ↑  電影海報